# Oranjestuitheremietkolibrie
De oranjestuitheremietkolibrie (Anopetia gounellei) is een vogel uit de familie Trochilidae (kolibries).

## Kenmerken
Deze vogel bereikt een lengte van ongeveer 11,5 centimeter en een gewicht van ongeveer 2,6 gram. Zijn vleugels zijn ongeveer 5,3 centimeter lang.

## Verspreiding en leefgebied
Deze soort is endemisch in oostelijk Brazilië. Hij komt daar voor in het gebied caatinga in de staten Piauí, Ceará en Bahia.

## Status
De grootte van de populatie is niet gekwantificeerd en trends zijn niet bekend. Om deze redenen heeft de oranjestuitheremietkolibrie de IUCN-status niet-bedreigd gekregen.